# نورمان رايلي
نورمان رايلي (بالإنجليزية: Norman Riley)‏ هو رياضياتي بريطاني، ولد في القرن العشرين.